# ジェム・スルタン
ジェム（オスマントルコ語: جم, ラテン文字転写: Cem、Djem、1459年12月 - 1495年2月25日）は、オスマン帝国の帝位請求者。カラマンとコンヤの総督であった。

## 生涯

### 前半生
父親は「征服者」メフメト2世。
メフメト2世は詩作の才能に長けていたジェムを、息子たちの中で最も愛していた。メフメト2世の存命中、その政策に同調的な勢力がジェムを支持し、政策に批判的な人間はスィヴァス、トカト、アマスィヤの総督であった皇太子の兄バヤズィトの周りに集まっていた。
1481年にメフメト2世が崩御すると、大宰相カラマニ・メフメト・パシャがバヤズィトとジェムに使者を送るも、ジェムの元に派遣された使者は道中でアナトリア副官のシナン・パシャに捕縛されたため、ジェムは父の訃報を兄よりも4日遅れで知らされることになる。バヤズィトを支持する一派の扇動のため、あるいはカラマニ・メフメト・パシャの財政政策と土地制度の改革によって被った損害に対する反感のために、1481年5月4日にイスタンブールのイェニチェリが蜂起し、カラマニ・メフメト・パシャを殺害した。バヤズィト2世の不在につき、その子コルクト皇子が摂政としてイスタンブールの秩序を回復した。
5月21日にバヤズィトがイスタンブールに上陸して、皇帝への即位を宣告する。それからわずか6日後に、ジェムが4,000人の兵士とともにイネギョルの町を占領した。バヤズィト2世は大宰相アヤス・パシャ配下の軍を送り込み、弟の殺害を命じるが、5月28日にジェムはバヤズィトの軍を敗走させた。ジェムは自分こそがアナトリアの君主であり、ブルサを首都に定めると宣言、バヤズィトにヨーロッパ側の領土を譲って二人で帝位を分かち合うことを提案した。烈火のごとく怒ったバヤズィトはその案を拒絶し、ブルサに進軍した。6月20日にイェニシェヒル近郊で両者は激突するが、この決戦はジェム軍の敗北に終わった。敗れたジェムは家族連れでマムルーク朝が支配するカイロに避難せざるを得なくなった。

### 流浪の生活

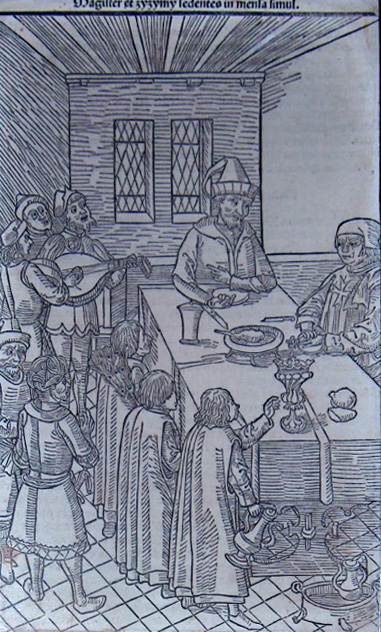
ピエール・ドビュッソンとともに食事をとるジェム

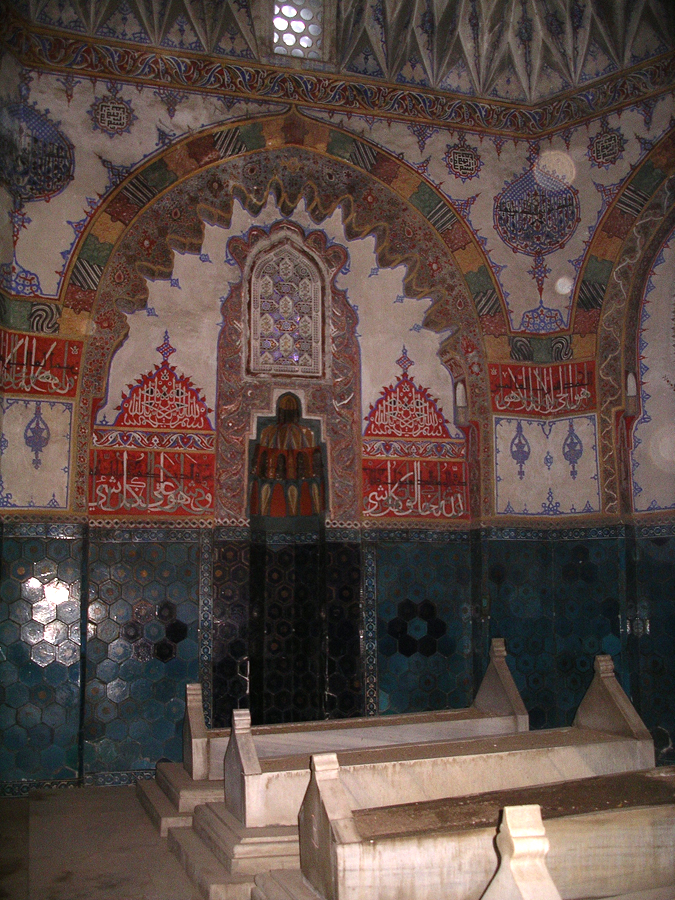
ムスタファ廟（ムラト2世モスク）

カイロでは、兄バヤズィト2世から帝位を諦める見返りとして、100万アクチェ分の銀貨の提供を申し入れる文書を受け取るが、ジェムはこれを拒否して、翌年にアナトリアに出兵する。1482年5月27日にコンヤを攻囲するが、支持者であるアンカラの知事トラブゾンル・メフメト・ベイが戦死し、アンカラに引き下がらざるを得なくなった。遠征を断念してカイロに戻ろうとするが、エジプトへの道のりはすべてバヤズィト2世の手に落ちていた。
そうこうしているうちに聖ヨハネ騎士団の団員ピエール・ドビュッソンに招かれ、6月29日に賓客としてロドス島を訪れた。ジェムはフランス王ルイ11世の仲介によってハンガリー王マーチャーシュ1世と同盟を締結することを試み、騎士団員と共にフランスに渡った。ジェムを乗せた船がロドス島を発った時、バヤズィト2世はヴェネツィア共和国にジェムの奪還を依頼したが、成功しなかった。バヤズィト2世はフランスに使者を送り、弟の身柄をヨーロッパに留め置くことを要求し、身代金代わりの純金を例年支払うことに同意している。また、マムルーク朝も多量の金貨と引き換えにジェムを渡すよう交渉していた。後に、ジェムはフランスと教皇庁の取引の結果、ローマに送られることになった。
教皇インノケンティウス8世は、ジェムを利用して新たな十字軍遠征の組織を計画するが、ヨーロッパ諸国の王侯貴族から拒否された。またインノケンティウス8世はジェムにキリスト教への改宗を持ちかけたが、ジェムはこれを拒否している。いずれにせよバヤズィト2世がバルカン半島のキリスト教諸国への遠征を目論む限り、ジェムの身柄はいつでも利用されたのであり、教皇はこの帝位請求者を解放すると言って威圧した。
フランス王シャルル8世がイタリア遠征を実施した際、シャルル8世は教皇庁にジェムの引き渡しを求め、ジェムはフランスに引き渡された。シャルル8世のナポリ遠征に従軍するが、1495年2月25日にカプアにて他界した。当時の教皇アレクサンデル6世の実家であるボルジア家によって毒殺されたとする見解も存在する。
弟の死を受けて、バヤズィト2世は3日間の服喪を宣言した。またバヤズィト2世は、ジェムの亡骸をイスラム教に則って葬るように要求したが、亡骸は、死後4年たってようやくオスマン帝国に戻され、もう一人の兄ムスタファの墓所に埋葬された（ジェム・スルタンの墓）。

## 家族
ジェムは、ヨーロッパで長年にわたって人質としての生活を余儀なくされ、その死後はバヤズィト2世により母や妻、娘は保護される一方で、男児は一人を除いて同じくバヤズィト2世により絞首された。しかし一方で、ジェムはヨーロッパ生活においてはキリスト教徒の貴族並みの地位と称号も与えられており、たとえばアレクサンデル6世とシャルル8世は、ジェムとその息子メフメトをサング公（Prince de Sang）として遇した。メフメト以降の子孫はカトリックに改宗してバヤズィト2世による絞首を逃れ、マルタの貴族サイード公（Principe de Sayd または de Said）としての立場を与えられている。